# Barbula macrostegia
Barbula macrostegia là một loài Rêu trong họ Pottiaceae. Loài này được (Sull.) Kindb. mô tả khoa học đầu tiên năm 1897.